# Jaroslav Vojta (1942)
Jaroslav Vojta (5. srpna 1942 Čtyřicet Lánů – 2. července 2015 Svitavy) byl český fotbalový útočník.

## Hráčská kariéra
V československé lize hrál za Spartak ZJŠ Brno (1963–1967) a Sklo Union Teplice (1968–1972). Nastoupil ve 170 prvoligových utkáních, v nichž dal 15 gólů.
V pátek 19. února 1999 oddíl TJ Svitavy vyhlásil výsledky ankety O nejlepšího hráče fotbalu ve Svitavách za posledních padesát let, ve které zvítězil před Richardem Juklem a Jiřím Valtou ml.

### Evropské poháry
Zaznamenal celkem 11 startů a 2 branky v Poháru veletržních měst, Veletržním poháru a Poháru UEFA (všechny tyto pohárové soutěže jsou předchůdci Evropské ligy UEFA). V dresu Spartaku ZJŠ Brno zasáhl do 9 utkání a vstřelil 2 góly – v úterý 15. září 1964 dal jediný gól brněnské odvety s maďarským Ferencvárosem Budapešť a v úterý 28. září 1965 byl autorem druhé branky brněnských v domácím zápase s bulharským Lokomotivem Plovdiv (výhra 2:0). Zbylá dvě utkání absolvoval v dresu Sklo Unionu Teplice na podzim 1971 proti polskému Zagłębie Wałbrzych.

### Prvoligová bilance
| Ročník                                   | Zápasy | Góly | Klub               |
| ---------------------------------------- | ------ | ---- | ------------------ |
| 1. československá fotbalová liga 1963/64 | 12     | 2    | Spartak ZJŠ Brno   |
| 1. československá fotbalová liga 1964/65 | 26     | 1    | Spartak ZJŠ Brno   |
| 1. československá fotbalová liga 1965/66 | 23     | 3    | Spartak ZJŠ Brno   |
| 1. československá fotbalová liga 1966/67 | 21     | 1    | Spartak ZJŠ Brno   |
| 1. československá fotbalová liga 1967/68 | 13     | 1    | Sklo Union Teplice |
| 1. československá fotbalová liga 1968/69 | 7      | 0    | Sklo Union Teplice |
| 1. československá fotbalová liga 1969/70 | 23     | 1    | Sklo Union Teplice |
| 1. československá fotbalová liga 1970/71 | 24     | 4    | Sklo Union Teplice |
| 1. československá fotbalová liga 1971/72 | 21     | 2    | Sklo Union Teplice |
| CELKEM                                   | 170    | 15   |                    |